# Peter Oljelund
Peter Richard Oljelund, född 14 juli 1960 i Stockholm, är en svensk författare, konstnär och poet. Han har gett ut flera diktsamlingar.
Peter Oljelund växte upp i Grängesberg i Dalarna. Han är son till Thea Oljelund, dotterson till Ivan Oljelund och Linda Öberg samt bror till Monica Kronlund, samtliga skribenter.